# Empecta grossepunctata
Empecta grossepunctata är en skalbaggsart som beskrevs av Marc Lacroix 1989. Empecta grossepunctata ingår i släktet Empecta och familjen Melolonthidae. Inga underarter finns listade i Catalogue of Life.